# Max Seeburg
Max Paul Seeburg (* 19. September 1884 in Leipzig; † 24. Januar 1972 in Thatcham) war ein deutscher Fußballspieler. Seeburg war der erste Kontinentaleuropäer in der Football League, als er 1908 für Tottenham Hotspur spielte.

## Leben
Seeburg wurde 1884 in Leipzig als Sohn des Kürschners Franck Seeburg geboren, der Ende der 1880er-Jahre nach London zog, um dort in einem Pelzhandel in der Nähe der Tower Bridge zu arbeiten. Seeburg wuchs in Nordlondon auf und spielte dort für verschiedene Amateurvereine, darunter Park und Cheshunt, bevor er seine Profikarriere im Januar 1906 beim FC Chelsea begann. Für die 1. Mannschaft kam er lediglich in einem Freundschaftsspiel gegen Derby County im März 1906 zum Einsatz und erzielte dabei auch einen Treffer, für das Reserveteam absolvierte er 35 Partien und traf dabei neun Mal. Im Mai 1907 stieß er zu Tottenham Hotspur, die zu diesem Zeitpunkt noch in der Southern League spielten. Nachdem er bereits während zweier Freundschaftsspiele in Belgien im Mai 1907 zu seinen ersten Auftritten für die Profimannschaft des Klubs gekommen war, spielte er in der Saison 1907/08 wahlweise als Mittel- oder Halbstürmer 15-mal in der Southern League. Als Tottenham zur Saison 1908/09 in die Football League Second Division aufgenommen wurde, war er einer von wenigen Spielern, die in die neue Liga übernommen wurden. Mit seinem Einsatz am 26. September 1908 gegen Hull City wurde Seeburg zum ersten Kontinentaleuropäer in der Football League. Dies war zugleich sein vorletzter Einsatz für Tottenham, nach einer Partie im London FA Charity Cup wechselte er im Oktober 1908 zurück in die Southern League zum Nordlondoner Klub FC Leyton.
Nach 48 Ligaeinsätzen (8 Tore) für Leyton zog er 1910 weiter und spielte in der Folge in der Football League Second Division jeweils eine Saison für den FC Burnley und Grimsby Town. 1912 kehrte er abermals in die Southern League zurück und schloss sich dem FC Reading an, wo er sich niederließ und nach seinem Karriereende 1913 ein Pub führte. Nach einem kurzen Comeback im Februar 1914 wurde er wenige Wochen nach Ausbruch des Ersten Weltkriegs wegen seiner deutschen Herkunft, er war bis dahin nicht eingebürgert, kurzzeitig verhaftet und in ein Internierungslager nach Newbury verbracht. Wegen seiner Bekanntheit und guter Beziehungen zu den lokalen Behörden wurde er zwar bereits nach etwa einer Woche wieder freigelassen, hatte aber in der Zwischenzeit seine Anstellung als Pubbetreiber verloren. Seeburg fasste später im Gastronomiegewerbe erneut Fuß und betrieb noch eine Reihe von Pubs. Bis zu seinem Tod im Jahre 1972 besuchte er regelmäßig die Spiele des FC Reading, teilweise begleitet von seiner 1923 geborenen Tochter Margaret.